# Wilhelm Zobl

Wilhelm Zobl, 15. Mai 1982

Wilhelm Zobl (* 9. Januar 1950 in Wien; † 21. März 1991 in Hannover) war ein österreichischer Komponist, Musikwissenschaftler und Übersetzer.

## Leben
Wilhelm Zobel studierte, im Anschluss an seine Ausbildung als Gitarrist, Klavier bei Erwin Christian Scholz, Schlagzeug bei Richard Hochrainer sowie Komposition bei Friedrich Cerha und Erich Urbanner an der Musikhochschule Wien. Danach folgte ein Studium der Musikwissenschaft und Mathematik an der Uni Wien. Von 1972 bis 1973 studierte Zobl in Warschau Komposition bei Włodzimierz Kotoński und Musikwissenschaft und Ästhetik an der Humboldt-Universität zu Berlin (damalige DDR). Seine Studien in Berlin schloss er im Jahr 1978 mit der Dissertation Hanns Eislers Verhältnis zur Tradition und seiner Promotion zum Dr. phil. ab.
Von 1969 bis 1972 arbeitete Zobel an der Musikhochschule Wien am Institut für Elektroakustik. Zu dieser Zeit war er auch Gründer und Schlagzeuger der Improvisationsgruppe Spiegelkabinett. In den Jahren 1972/1973 arbeitete er im Experimentalstudio des polnischen Rundfunks Warschau, sowie als Musikkritiker und Übersetzer von Henrik Ibsen (gemeinsam mit der norwegischen Komponistin Synne Skoven).
In den Jahren 1976 bis 1983 war er Geschäftsführer der Internationalen Gesellschaft für Neue Musik-Sektion Österreich. Nachdem er bis zum Jahr 1988 die Vizepräsidentschaft innegehabt hatte, war er von 1988 bis 1991 Präsident der Gesellschaft.
Im Jahr 1985 hatte Zobel eine Gastprofessur an der Universität von São Paulo und eine Dozentenstelle in Rio de Janeiro bei den Cursos Latinoamericanos de Musica Contemporanea. Im Jahr 1987 kehrte er an die Musikhochschule Wien zurück und erhielt einen Lehrauftrag für Elektroakustische Musik, den er bis zu seinem Tode innehatte.
Wilhelm Zobl wurde am 11. April 1991 auf dem Wiener Zentralfriedhof in einem ehrenhalber gewidmeten Grab (Gruppe 40, Nummer 164) bestattet.

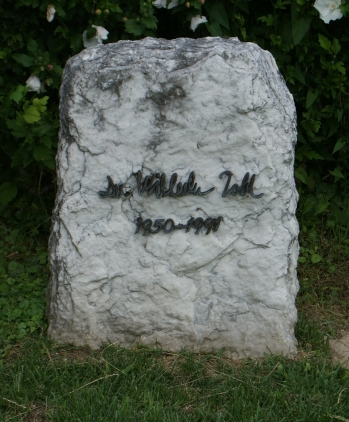
Grabstätte von Wilhelm Zobl

## Auszeichnungen
- 1973: Karl-Sczuka-Preis des Südwestfunks[4]
- 1984: Förderungspreis der Stadt Wien[5]
- 1989: Förderungspreis des Bundesministeriums für Unterricht und Kunst[6]

## Werke

### Elektronische Musik
- Zwischenraum – Välihuone (1969)[7]
- Piano Ping Pong Piece – für Klavier und Tonband (1969)[7]
- Ändere die Welt, sie braucht es – Lehrstück für Komponist und Hörer (1973)[7][8]
- Cello-Einsätze – für Violoncello und Tonband (1976)[7]
- Jura Soyfer-Lieder – zum Geburtstag von Dr. Bruno Kreisky (1981)[7]

### Solomusik
- Mobile Formen – für 1 bis 4 Gitarren (1969)[7]
- Isolationen – für Klavier (1970)[7]
- Transformationen – für Gitarre (1970)[7]
- Now – für Schlagzeug (1971)[7]
- Figuren – für Gitarre solo (1976)[7]
- Variationen über das Dachau-Lied – für Klavier (1981–1985)[7]
- Aria Brasileira – für Klavier (1987)[7]

### Ensemblemusik
- Zehn Sätze – für Streichquartett (1976)[7]
- Das Lied des Skorpions – für Gesang und Kammerensemble, nach Texten von Heinz Rudolf Unger (1978/1979)[7]
- Heine-Lieder – für 2 Singstimmen (Sänger, Sängerin), Flöte, Viola, Kontrabass und Klavier (1979)[7]
- Todesfuge – für gemischten Chor und zwei Klaviere, nach Paul Celan (1980)[7]
- Der Lechner Edi schaut ins Paradies – Bühnenmusik zum gleichnamigen Stück von Jura Soyfer (1981)[7]
- Allerlei Rauch – Zigarrenlied für Chansonnier und sieben Instrumente (1983)[7]
- Donaulieder – Schachwalzer Nr. 2 für Kammerensemble, den Hainburg-Besetzern gewidmet (1984)[7]
- Suite aus der Oper „Der Weltuntergang“ – für 3 Solisten, Chor und Kammerorchester, nach Texten von Peter Vujica und Jura Soyfer (1987)[7]
- Escada da Vida – für Chor, Bläserensemble und Schlagzeug, Text: Daniel Buch (1990)[7]

### Bühnen-/Filmmusik
- Die Reparatur – Filmmusik zum gleichnamigen Film von Michael Scharang (1982)[7]
- Die Kameraden des Koloman Wallisch – Filmmusik zum gleichnamigen Film von Michael Scharang (1983)[7]
- Heimkehrergesichte – Filmmusik zum gleichnamigen Film von Michael Scharang (1985)[7]
- Böhmen liegt am Meer – Musikalisches Theater für Schauspielerin, Violoncello und Tonband, nach Texten von Pablo Neruda und Ingeborg Bachmann (1976/1977)[7]

### Übersetzungen
- Ein Puppenheim – Schauspiel in 3 Akten von Henrik Ibsen, gemeinsam mit Synne Skoven
- Baumeister Solness – Schauspiel in 3 Akten von Henrik Ibsen
- Ein Volksfeind – Schauspiel in 5 Akten von Henrik Ibsen, gemeinsam mit Synne Skoven
- Gespenster – Familiendrama in 3 Akten von Henrik Ibsen, gemeinsam mit Synne Skoven

### Schriften
- Materialien zur Musiksoziologie, mit Elfriede Jelinek und Ferdinand Zellwecker (1972)
- Der Streit um Hanns Eislers Faustus, mit Wolfgang Fritz Haug und Klaus Völker (1978)

## Filmporträt
- Wilhelm Zobl – oder: Die Kunst zu erben. WDR Köln, 1981; Buch & Regie: Hansjörg Pauli